# Jazz à Porquerolles
Jazz à Porquerolles ist ein seit 2002 gefeiertes kleineres Jazz-Festival auf der Insel Porquerolles bei Hyères. Der Schlagzeuger Aldo Romano und der Saxophonist Archie Shepp sind seit der von ihnen mitgetragenen Gründung dessen Schirmherr und Ehrenpräsident, als solche auch häufig im Programm vertreten. Jedes Jahr kommen rund 10.000 Besucher.

## Strukturen
Es findet jährlich an fünf aufeinander folgenden Tagen in der ersten Julihälfte statt, im selben Monat wie auch die beiden anderen Festivals an der Côte d’Azur Jazz à Juan und das Nice Jazz Festival. Die Konzerte sind abends auf dem Gelände des ehemaligen Fort Sainte Agathe, einem Hügel und Aussichtspunkt mitten im Naturpark Port-Cros. Die Konzertgäste bekommen gegen entsprechenden Aufpreis mit dem Eintrittsticket eine garantierte Überfahrt auf der Fähre, so dass man in Hyères übernachten kann.
Umrahmt wird das Konzertprogramm mit einem Nachwuchswettbewerb, Workshops mit auftretenden Musikern, musikalischen Mitmachaktionen für Kinder und Erwachsene, einem Musikfilmprogramm und weiteren Beteiligungssangeboten. Seit 2006 sendet Arte Aufnahmen vom Festival.
Auch weitere Jazzkonzerte im Jahresverlauf, die meist im Theatergebäude St. Denis in Hyères stattfinden, werden vom gleichen Organisationsteam unter dem eingeführten Namen Jazz à Porquerolles veranstaltet. Dazu gehörten 2019 zum Beispiel Reggie Washington mit Rainbow Shadow sowie das Maciej Obara Quartet und das Adrien Brandeis Quintet.
Organisiert wird das Festival von Jazz à Porquerolles, dem gleichnamigen „Association loi 1901“-Verein, also eine Non-Profit-Organisation, ebenso auch  der Nachwuchs-Jazzwettbewerb Le Tremplin Jazz à Porquerolles, Les saisons Jazz au Théâtre Denis (im Auftrag des Rathauses von Hyères) und Le festival Jazz à tout Var (für den Conseil Général du Var).
Geleitet wird das Festival künstlerisch von Samuel Thiebaut und organisatorisch von Verwaltungschefin Laure Le Vavasseur und (bis 2023) repräsentiert von dem Regisseur (und Amateur-Gitarristen) Frank Cassenti als Präsidenten des Festival-Vereins.
Die Festivalleitung kooperiert mit einigen Hörfunk- und Fernsehsendern, deren Konzertmitschnitte für eine Vervielfachung des Publikums sorgen. Darunter sind Arte, France 3 Provence-Alpes, Mezzo Classic & Jazz TV, TV Sud, Radio Active 100 FM, Radio Grenouille Marseille 88 FM sowie das französische Online-Fachmagazin Culture Jazz.

## Künstlerische Ausrichtung
Die Auswahl der eingeladenen Musiker ist international und hat eine große stilistische Bandbreite bis hin zu Blues und Fado. Nord- und Südamerika sowie Afrika und Südeuropa sind vielfältig vertreten.
Auf der Ausgabe 2014 waren auf der Bühne zu hören: Mehliana : featuring Brad Mehldau & Mark Guiliana, das Septett Los Gojats, das Trio Bernard Lubat, Michel Portal & Hamid Drake, ein Archie Shepp All Stars In The Mood Special, das Duo Christophe Leloil & Nicolas Pacini, das Quartett Mônica Passos, Aldo Romano, Baptiste Trotignon & Thomas Bramerie, David Krakauers Ancestral Groove, das Duo Ana Carla Maza & Vincent Ségal.
Das Festival 2015 präsentierte das Jacky Terrasson Trio, die Sängerin Sibongile Mbambo (Südafrika/Frankreich), der Rapper-Scatsänger André Minvielle, das Takt Quartet (Preisträger-Combo des Tremplin Jazz à Porquerolles 2015), das Trio Aldo Romano, Thomas Bramerie & Nguyên Lê, das Riccardo Del Fra Quintet „My Chet My song“, das Olivier Chaussade Quintet, das Archie Shepp Quintet featuring Mike Ladd, die brasilianische Sängerin Dom La Nena, den Fado-Sänger António Zambujo.
Beim 15. Porquerolles-Jazzfest 2016 gastierten Omar Sosa & Jacques Schwarz-Bart «Créole Spirits», das Avishai Cohen Quartet, das Olivier Lalauze Sextet, Otis Taylor, Archie Shepp, Aldo Romano & Friends „Spécial 15 ans“, Yamandu Costa solo sowie das Hamilton de Holanda Trio.
Das Festival 2018 bot das Hermeto Pascoal 6tet aus Brasilien, das Aldo Romano Trio, das Trio von Harold López-Nussa aus Kuba, in Duo-Besetzung Yamandu Costa & Vincent Peirani, eine Soirée mit Archie Shepp, das israelisch-französische Yonathan Avishai Trio sowie die Jazzcombo BCUC (Bantu Continua Uhuru Consciousness) aus Soweto in Südafrika.
Seit 2004 wird das Veranstaltungsplakat von dem Grafikkünstler Jacek Wozniak gestaltet.

## Belege
1. ↑  Anne Elizabeth Philibert: Jazz à Porquerolles en danger faute de financement, Culturebox France, 2. Februar 2013
2. ↑  Autour du festival (Memento vom 5. Februar 2017 im Internet Archive), abgerufen am 5. Februar 2017.
3. ↑  siehe Webpräsenz
4. ↑  Toute l'équipe de Jazz à Porquerolles (Memento vom 5. Februar 2017 im Internet Archive)
5. ↑  Konzertprogramm des Jazz à Porquerolles 2014 (Memento vom 5. Februar 2017 im Internet Archive), abgerufen am 5. Februar 2017.
6. ↑  Konzertprogramm des Jazz à Porquerolles 2015 (Memento vom 5. Februar 2017 im Internet Archive), abgerufen am 5. Februar 2017.
7. ↑  Konzertprogramm Jazz à Porquerolles 2016 (Memento vom 5. Februar 2017 im Internet Archive), abgerufen am 5. Februar 2017.
8. ↑  Jazz à Porquerolles 2018 (Memento des Originals vom 2. Januar 2019 im Internet Archive)  Info: Der Archivlink wurde automatisch eingesetzt und noch nicht geprüft. Bitte prüfe Original- und Archivlink gemäß Anleitung und entferne dann diesen Hinweis., abgerufen am 1. Januar 2019.